# Sinojațke, Cernihiv
Sinojațke (în ucraineană Сіножацьке) este un sat în comuna Seredînka din raionul Cernihiv, regiunea Cernihiv, Ucraina.

## Demografie
Componența lingvistică a localității Sinojațke
     Ucraineană (100%)
Conform recensământului din 2001, toată populația localității Sinojațke era vorbitoare de ucraineană (100%).